# 大田黒浩一
大田黒浩一（おおたぐろ こういち、1957年〈昭和32年〉12月29日 - ）は熊本県を拠点に活動するローカルタレントである。熊本市出身。血液型はO型、星座はやぎ座。通称「浩一ちゃん（こういっちゃん）」。

## 略歴・人物
- 1957年、熊本市十禅寺に生まれる。熊本市立向山幼稚園、日吉小学校、城南中学校、熊本県立済々黌高等学校を経て、熊本商科大学（現・熊本学園大学）卒業。
- 大学2年時にばってん荒川と出会い[注釈 1]、その縁で熊本放送（RKK）のオーディションを受けたところ優勝[2]、以降RKKの番組を中心に、43年に渡り熊本を拠点にタレントとして活動している。
- デビューのきっかけとなった荒川とはいわゆる「師弟関係」となり、数々の番組で共演。荒川の葬儀では弔辞を読み上げた。
- 母校である済々黌高校で講演を行ったことがある。
- ロアッソ熊本持株会理事、並びに全日本熊本弁愛好者連盟会長をそれぞれ務めている。

## 現在の出演番組
2022年3月現在

### ラジオ
- とんでるワイド 大田黒浩一のきょうも元気!（RKK 月曜 - 金曜 9:00 - 12:20)
- よかバイ!大田黒商店（RKK 金曜 13:50 - 14:00）

### ＣＭ
- (株)西山石材
- RKK振り込め詐欺防止キャンペーン（キンキラ一太との掛け合い風寸劇で、振り込め詐欺注意を警告）
- お仏壇・墓石の千寿
- チューリッヒ自動車保険
- 株式会社永伸（不動産会社）
- 熊本県シルバー人材センター連合会

## 過去の出演番組

### ラジオ
- モーニングダイヤル きょうも元気!（RKK、「とんでるワイド」の前身）[1]
- こちら九州ラジオ村（RKK）[1]
  - 「肥後の民話」を担当。
- 哲也と浩一ちゃんのおっぴょろろ（RKK）[1]
- 青春キャンパス（RKK）[1]

### テレビ
- 浩一のがまだせ!熊本（RKK）
  - 元々は「およねのコケコッコー」という荒川の番組であった。2011年10月以降は、媒体をラジオに移し、大田黒がパーソナリティを務める同局のラジオ番組「とんでるワイド 大田黒浩一のきょうも元気!」内で毎週月曜と金曜の10時40分頃に放送されている。
- 週刊山崎くん（RKK）
  - 初代MC
- テレビタミン (KKT、毎月一回コメンテーターとして出演)
- ウェルカム!（RKK 月曜 - 金曜 15:00 - 15:49、2018年4月より番組終了まで水曜～金曜の番組MC、MC就任以前はコメンテーターとして出演していた)